# Stipa spartea
Stipa spartea là một loài thực vật có hoa trong họ Hòa thảo. Loài này được Trin. miêu tả khoa học đầu tiên năm 1831.

## Hình ảnh

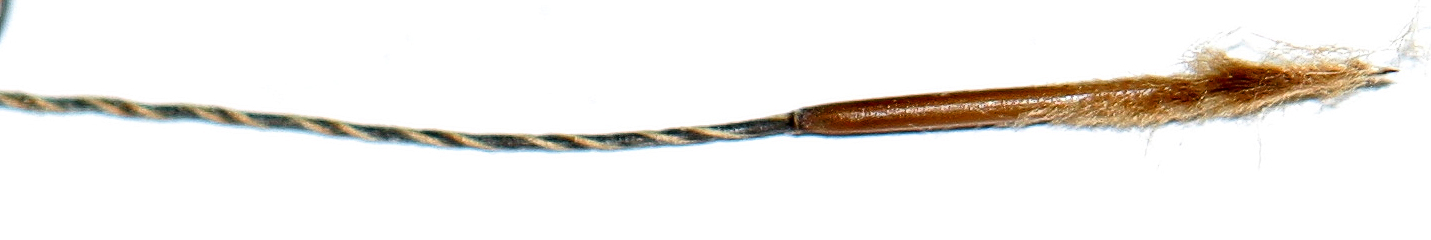